# Heinz Lord
Heinz Lord (* 21. März 1917 in Hamburg; † 4. Februar 1961 in Chicago) war ein deutscher Chirurg und Widerstandskämpfer. In der Zeit des Nationalsozialismus beteiligte er sich mit der Weißen Rose in Hamburg am Widerstand gegen den Nationalsozialismus. 1960 wurde Lord zum Generalsekretär des Weltärztebundes ernannt.

## Leben
Lord wurde als peruanischer Staatsbürger in Hamburg geboren. Sein Abitur legte er 1936 an der Gelehrtenschule des Johanneums ab. Er studierte in Hamburg, Zürich und Berlin Medizin und schloss dieses Studium 1942 mit dem Staatsexamen in Berlin ab. Lord lehnte den Nationalsozialismus ab und schloss sich als junger Assistenzarzt der Chirurgischen Abteilung im Universitäts-Krankenhaus Eppendorf (UKE) den candidates of humanity an. Sein ausgeprägtes Interesse galt zudem dem Jazz und er stand der Hamburger Swingjugend nahe.
Im Juli 1943 wurde er von der Gestapo festgenommen und im Polizeigefängnis Fuhlsbüttel inhaftiert. Es kam zu keiner Anklage gegen ihn, am 6. Juni 1944 erfolgte die Einlieferung als Schutzhäftling in das KZ Neuengamme. Von dort wurde er im April 1945 auf das Schiff Cap Arcona gebracht und war einer der wenigen Überlebenden nach der Bombardierung dieses schwimmenden Konzentrationslagers.
Nach dem Krieg arbeitete er zunächst am Krankenhaus in Hamburg-Barmbek und spezialisierte sich im Bereich der Chirurgie und Urologie. 1954 wanderte er in die USA aus, dort erhielt er 1957 die Zulassung als Chirurg. Seit 1949 engagierte er sich aktiv für die internationale Organisation der Medizin und war Mitglied im Marburger Bund. Im Dezember 1960 wurde er zum Generalsekretär des Weltärztebundes ernannt.
Am 3. Februar 1961 erlitt er während eines Kongresses einen Herzinfarkt und starb am nächsten Morgen in einem Krankenhaus in Chicago. Die chronische Herzerkrankung hatte er sich während seiner KZ-Haft zugezogen.